# Brian Cross
Brian Cross est un producteur, disc jockey et entrepreneur espagnol.

## Biographie
Il est connu pour avoir collaboré avec de nombreux artistes de différents genres comme Armin van Buuren, Ricky Martin, Sophie Ellis-Bextor, Yandel, Robbie Rivera, Inna, Leah LaBelle et Monica Naranjo. Il a participé à des labels de notoriété mondiale comme Armada Music, Ultra Music, Dirty Dutch, Big Beat Records, In Charge, Sony Music et A State of Trance. En 2015, il signe avec Ultra Music.
Brian Cross est aussi fondateur du festival POPSTAR d'Amnesia (Ibiza) qui fait participer Hardwell, Avicii, Cedric Gervais et des icônes pop globales comme Pitbull, Nelly Furtado, Inna, et Sophie Ellis-Bextor
En 2014, Brian Cross signe pour la saison estivale du Ushuaia Ibiza and Hard Rock Hotel Ibiza partageant la scène avec Snoop Dogg, Robin Thicke, Jason Derulo, Pitbull, Kylie Minogue, The Prodigy, Nile Rodgers, Ellie Goulding, Placebo et Icona Pop. En 2015, Brian Cross signe avec SuperMartXé au club Privilege Ibiza. Les performances font participer Afrojack, Chuckie, Deniz Koyu, Matthew Koma, Two Tone, et une fête de douze heures sans pause avec Nervo, Thomas Gold, Glowinthedark, et Yves V. En 2015, il participe au festival Tomorrowland en Belgique et au Tomorrowworld Festival d'Atlanta. Ils prennent place aux V Session Stages avec Chuckie, Borgore, Firebeatz, Ftampa, Quintino, R3hab et Yves V.
En 2017, Brian Cross joue pour la troisième fois au Tomorrowland et revient à l'Amnesia Ibiza.

## Discographie
- 2013 : Popstar - The Album
- 2016 : Darkness to Light